# III. Ženské světové hry

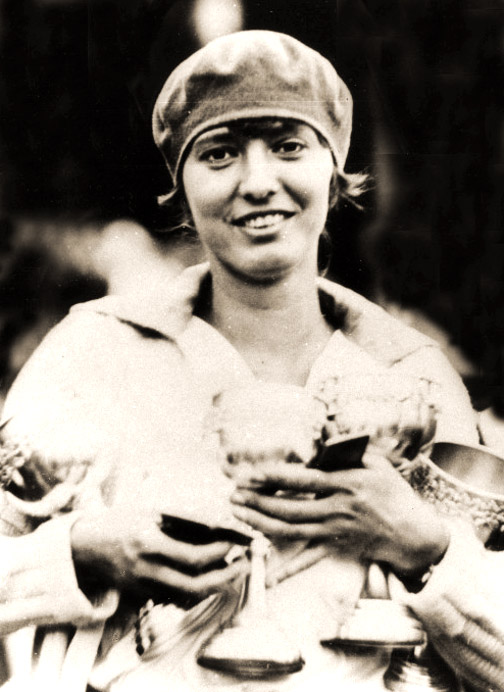
Halina Konopacka z Polska, vítězka hodu diskem

III. Ženské světové hry (anglicky 1930 Women's World Games, francouzsky 3è Jeux Féminins Mondiaux)  se konaly od 6. do 8. září 1930 na Letenském stadionu v Praze.
Hry byly organizovány Fédération Sportive Féminine Internationale pod vedením Alice Milliat. Hry byly odpovědí na rozhodnutí MOV o zahrnutí pouze několika vybraných ženských disciplín do programu olympijských her v roce 1928.
Her v Praze se zúčastnilo 200 účastnic ze 17 zemí, mezi nimi: Rakousko, Belgie, Československo, Francie, Německo, Velká Británie (16 sportovců), Itálie, Japonsko (6 sportovců), Lotyšsko, Nizozemsko, Polsko, Švédsko a Švýcarsko. Kanada přihlásila svůj ženský basketbalový tým.
Sportovkyně soutěžili ve 12 disciplínách: běh (60 metrů, 100 metrů, 200 metrů, 800 metrů, štafeta 4 × 100 metrů a překážkový běh na 80 metrů), skok do výšky, skok do dálky, hod diskem, hod oštěpem, vrh koulí a triatlon (běh na100 metrů, skok do výšky a hod oštěpem). Na turnaji se také konaly ukázkové turnaje v basketbalu, házené, šermu, střelbě a kanoistice.
Slavnostní zahájení her bylo podobné tomu, které bylo k vidění při tradičních olympijských hrách. Hry zhlédlo 15 000 diváků. V průběhu her bylo vytvořeno několik světových rekordů.
8. září se odehrál jediný basketbalový zápas na těchto hrách, Kanada (Team West) vyhrála nad Francií (Team Europe) 18–14.

## Přehled medailí
| Medailistky     | Medailistky                                                  | Medailistky | Medailistky                                                  | Medailistky | Medailistky                                                                     | Medailistky |
| --------------- | ------------------------------------------------------------ | ----------- | ------------------------------------------------------------ | ----------- | ------------------------------------------------------------------------------- | ----------- |
| Disciplína      | Zlato                                                        | Zlato       | Stříbro                                                      | Stříbro     | Bronz                                                                           | Bronz       |
| 60 m            | Stanisława Walasiewiczová                                    | 7,7         | Lisa Geliusová                                               | 7,8         | Kinue Hitomiová                                                                 | 7,8         |
| 100 m           | Stanisława Walasiewiczová                                    | 12,5        | Tollien Schuurmanová                                         | 12,6        | Lisa Geliusová                                                                  | 12,6        |
| 200 m           | Stanisława Walasiewiczová                                    | 25,7        | Tollien Schuurmanová                                         | 25,8        | Nellie Halsteadová                                                              | 26,0        |
| 800 m           | Gladys Lunnová                                               | 2:21,9      | Marie Dollingerová                                           | 2:22,0      | Brita Lovénová                                                                  | 2:24,8      |
| 80 m překážky   | Maj Jakobssonová                                             | 12,4        | Gerda Pirchová                                               | 12,7        | Ursula Birkholzová                                                              | 12,7        |
| 4×100 m štafeta | Rosa Kellnerová Agathe Karrer Luise Holzerova Lisa Geliusová | 49,9        | Eileen Hiscockova Ethel Scott Ivy Walkerová Daisy Ridgleyová | 50,5        | Alina Hulanicka Maryla Freiwaldová Stanisława Walasiewiczová Felicja Schabińska | 50,8        |
| Skok do výšky   | Inge Braumüllerová                                           | 1,57 m      | Carolina Gisolfova                                           | 1,57 m      | Helma Notteová                                                                  | 1,53 m      |
| Skok do dálky   | Kinue Hitomiová                                              | 5,90 m      | Muriel Gunnová                                               | 5,76 m      | Selma Griemeová                                                                 | 5,71 m      |
| Vrh koulí       | Grete Heubleinová                                            | 12,49 m     | Gustel Hermannová                                            | 12,12 m     | Liesl Perkausová                                                                | 11,48 m     |
| Hod diskem      | Halina Konopacka                                             | 36,80 m     | Tilly Fleischerová                                           | 35,82 m     | Vittorina Vivenzaová                                                            | 35,23 m     |
| Vrh oštěpem     | Liesel Schumannová                                           | 42,32 m     | Augustine Hargusová                                          | 40,99 m     | Kinue Hitomiová                                                                 | 37,01 m     |
| Triathlon       | Ellen Braumüllerová                                          | 198 b       | Kinue Hitomiová                                              | 194 b       | Ruth Svedbergová                                                                | 175 b       |

Účastníkům byla udělena speciální pamětní medaile.